# NovaPDF
novaPDF là một PDF Creator cho Microsoft Windows phát triển bởi Softland. Nó có thể tạo 1 file PDFtừ bất kỳ tài liệu hỗ trợ in ấn. Có sẵn 3 phiên bản: Lite, Standard và Professional. Nó được phân phối như là một Shareware. Nó tương thích với Windows 8/7/2000/XP/2003 Server/2008 Server/Vista và không yêu cầu GhostScript hay.NET để tạo các file pdf.

## Triển khai
novaPDF được cài đặt như một máy in ảo, do đó việc chuyển đổi sang PDF được thực hiện bằng cách in ra nó với kết quả PDF tạo ra. Nó chỉ có thể chuyển đổi sang các định dạng tập tin PDF, không hỗ trợ chuyển đổi từ PDF sang các định dạng tài liệu khác được cung cấp.
novaPDF có thể được truy cập programatically thông qua một giao diện ActiveX/COM gọi là novaPDF SDK. Điều này có nghĩa là nó có thể được tích hợp với bất kỳ ứng dụng C#, Delphi, Visual Basic, .NET, VBA, (JScript, VBScript) và do đó thêm khả năng tạo PDF cho các ứng dụng đó.

## Yêu cầu
Hỗ trợ các hệ điều hành:
- Windows XP SP2 - 32 bit và 64 bit
- Windows Server 2003 - 32 bit và 64 bit
- Windows Vista - 32 bit và 64 bit
- Windows Server 2008 - 32 bit và 64 bit
- Windows 7 - 32 bit và 64 bit
- Windows Server 2012
- Windows 8
- Windows 8.1
- Windows 10
- Windows Server 2016